# 阿不列孜·木合买提
阿不列孜·木合买提（1921年—1988年5月25日）维吾尔族，新疆霍城人，中华人民共和国官员。

## 生平
1953年1月加入中国共产党。高中文化程度。历任新疆省人民银行副行长，新疆省人民政府委员兼公安厅厅长，公安总队总队长兼乌鲁木齐警备区司令员，新疆维吾尔自治区高级人民法院院长、党组书记，中共新疆维吾尔自治区党委候补委员，中共新疆维吾尔自治区纪律检察委员会常委，国家民委委员，和田专署副专员，新疆维吾尔自治区政协常委、副秘书长、副主席、党组副书记，新疆维吾尔自治区第六届人大常委会副主任。
1954年，当选第一届全国人民代表大会代表。曾任全国人大民族事务委员会委员。
1988年5月25日，阿不列孜·木合买提在乌鲁木齐病逝。